# Clio (Vorname)
Clio ist ein weiblicher Vorname.

## Herkunft und Bedeutung
Der Name ist italienischen Ursprungs bzw. aus der griechischen Mythologie. Er ist eine Form von Kleio. Dieser ist altgriechischer Herkunft, abgeleitet von κλεος (kleos) und bedeutet Ruhm/rühmen, preisen. In der griechischen Mythologie war Kleio die Göttin der Geschichte und der Heldenpoesie sowie eine der neun Musen. Sie soll das Alphabet in Griechenland eingeführt haben.

## Bekannte Namensträgerinnen
- Clio Goldsmith (* 1957), französische Schauspielerin